# Adolf Kell
Adolf Kell (* 23. Februar 1934 in Berlin; † 1. Juni 2021 in Bad Godesberg) war ein Berufs- und Wirtschaftspädagoge an der Gesamthochschule (heute Universität) Kassel und der Universität-Gesamthochschule Siegen. Er gehörte mit Frank Achtenhagen (Universität Göttingen) und Günter Kutscha (Universität Duisburg-Essen) zu den bekannten Berufs- und Wirtschaftspädagogen aus dem Doktoranden- und wissenschaftlichen Mitarbeiterkreis von Herwig Blankertz (Freie Universität Berlin, Westfälische Wilhelms-Universität Münster).

## Leben und berufliche Laufbahn
Adolf Kell studierte er an der Freien Universität Berlin Wirtschaftswissenschaften und Erziehungswissenschaft mit dem Abschluss als Diplom-Handelslehrer (1961). Nach dem Zweiten Staatsexamen (1963) beteiligte sich Kell in Berlin von 1963 bis 1970 zunächst als Dozent und später als Fachabteilungsleiter für Volkswirtschaftslehre am Aufbau der Höheren Fachschule und Wirtschaftsakademie in Berlin, bevor diese 1970 in die (heutige) Hochschule für Wirtschaft und Recht umgewandelt wurde. Während dieser Zeit bereitete er sich zugleich mit einer Dissertation über Vorstellungen der Verbände zur Berufsausbildung auf seine Promotion zum Dr. rer. pol. vor (Abschluss 1970). Die Doktorarbeit wurde von Herwig Blankertz am damaligen Lehrstuhl für Berufs- und Wirtschaftspädagogik der Wirtschafts- und Sozialwissenschaftlichen Fakultät an der Freien Universität Berlin betreut.
Die Universitätslaufbahn von Adolf Kell begann 1970, als Herwig Blankertz den Ruf auf die Professur für Erziehungswissenschaft an der Westfälischen Wilhelms-Universität Münster annahm und Kell die hauptberufliche wissenschaftliche Zusammenarbeit anbot. Als wichtigste Etappen seiner wissenschaftlichen Tätigkeit sind zu nennen: Oberstudienrat im Hochschuldienst an der Westfälischen Wilhelms-Universität Münster (1971), Ernennung zum Studienprofessor (1971), Berufung zum Wissenschaftlichen Rat und Professor für Bildungsökonomie und Bildungsplanung (1972), im selben Jahr Entbindung von den Verpflichtungen dieser Professur und Abordnung zur hauptamtlichen Mitarbeiter in der Wissenschaftlichen Begleitung des Modellversuchs Kollegschule NRW, 1974 Ernennung zum H 4-Professor für Berufs- und Wirtschaftspädagogik an der Gesamthochschule Kassel, 1977 Berufung zum ordentlichen Professor für Erziehungswissenschaft mit dem Schwerpunkt Berufspädagogik an der damaligen Gesamthochschule Siegen (heute Universität Siegen); Emeritierung im Februar 1999.

## Forschungsschwerpunkte
Das wissenschaftliche Schrifttum von Adolf Kell umfasst ein breites berufs- und wirtschaftspädagogisches Spektrum von mehr als 200 Veröffentlichungen. Schwerpunkte sind:
- Wissenschaftstheoretische Grundlagen der Berufs- und Wirtschaftspädagogik und Berufsbildungsforschung (siehe Literaturauswahl 1977, 1991, 2005);
- Curriculumforschung/Curriculumentwicklung (1975) mit den Schwerpunkten Arbeitslehre (1973), Berufswahlunterricht (1974), ökonomische Bildung (1977), Verbindung von Allgemeinbildung und Berufsbildung mit dem Ziel der Entwicklung integrierter studien- und berufsbezogener Bildungsgänge (1979, 1989, 2020);
- Berufsbildungspolitik und Struktur des beruflichen Bildungswesens (1976), insbesondere unter Aspekten von Verbändepolitik (1970), Recht, Kosten und Finanzierung (1973b, 1976b, 2020), Berechtigungswesen (1982) und Weiterbildung (1993).

Bei der wissenschaftstheoretischen Grundlegung der Berufsbildungsforschung bzw. Berufsbildungswissenschaft knüpft Kell an Uri Bronfenbrenners Werk „Ökologie der menschlichen Entwicklung“ (Stuttgart 1980) an. Im Mittelpunkt dieses Ansatzes stehen die wechselseitigen Zusammenhänge von Individuum und Umwelt in der Persönlichkeitsentwicklung des einzelnen Menschen. Dabei sind nach Kells Auffassung dem Lernen und Arbeiten in der beruflich und betrieblich organisierten Arbeit und im Zusammenhang damit der Befähigung Jugendlicher sowohl zur beruflichen Tüchtigkeit als auch zur Subjektentwicklung und individuellen Mündigkeit höchste Bedeutung beizumessen.

## Mitgliedschaften und Auszeichnungen
Hervorzuheben sind Kells Mitgliedschaften und Tätigkeiten als Mitglied der Schulrechtskommission des Deutschen Juristentages (Leitung des Ausschusses Schulverhältnis, 1978–1980), der Senatskommission der Deutschen Forschungsgemeinschaft (DFG) für Berufsbildungsforschung (1987–1989), der Gemischten Kommission Lehrerbildung der Ständigen Konferenz der Kultusminister der Länder (1998–1999), des Vorstandes der Deutschen Gesellschaft für Erziehungswissenschaft (DGfE, 1988–1996) und Leitung der DGfE-Vorstandskommission Entwicklung der Erziehungswissenschaft in den neuen Bundesländern.
Für seine Arbeit, die er in der DGfE und für die Erziehungswissenschaft geleistet hatte, wurde Adolf Kell mit der Ehrenmitgliedschaft in der Deutschen Gesellschaft für Erziehungswissenschaft ausgezeichnet (2004). Ein Jahr später verlieh ihm der Fachbereich Gesellschaftswissenschaften der Universität Duisburg-Essen auf Initiative des dortigen Fachgebiets Berufspädagogik/Berufsbildungsforschung den Ehrendoktortitel.

## Schriften (Auswahl)
- Die Vorstellungen der Verbände zur Berufsausbildung. Studien und Berichte des Instituts für Bildungsforschung in der Max-Planck-Gesellschaft, Band 20, Teil I und II. Berlin 1970 (Eigenverlag).
- Arbeitslehre - Curriculumkonzeption für einen neuen Unterrichtskomplex. Studienbrief des Fernstudienlehrgangs Arbeitslehre. Deutsches Institut für Fernstudien. Weinheim und Basel 1973 (Beltz) (mit Herwig Blankertz).
- Schulverfassung - Thesen, Konzeptionen, Entwürfe. Kösel, München 1973.
- Berufswahlunterricht in der vorberuflichen Bildung. Der didaktische Zusammenhang von Berufsberatung und Arbeitslehre. (Gutachten im Auftrag der Bundesanstalt für Arbeit). Bad Heilbrunn 1974 (Klinkhardt) (mit Harald Dibbern, Franz-Josef Kaiser).
- Berufsbildung in der Bundesrepublik Deutschland. Analyse und Kritik. Schriften zur Berufsbildungsforschung, Band 38. Hannover usw. 1976 (Schroedel) (mit Antonius Lipsmeier).
- Kosten und Finanzierung der beruflichen Bildung. Über Zusammenhänge zwischen Bildungsfinanzierung und Bildungsreform - eine Literaturübersicht. In: Zeitschrift für Pädagogik 22, 1976b, 6, S. 945–971.
- Kritische Theorie der ökonomischen Bildung und das Problem der didaktischen Reduktion. In: Zeitschrift für Pädagogik 23. (1977), 3, S. 345–368 (mit Günter Kutscha).
- Das Kollegschulmodell NW. In: Verbände der Lehrer an beruflichen Schulen in Nordrhein-Westfalen (Hrsg.): Berufsbildung für alle - Anspruch und Wirklichkeit. Berufsbildungskongreß 02.11. bis 04.11.1978 in Düsseldorf. Krefeld o.J. (1979), S. 50–66 (Joh. van Acken).
- Das Berechtigungswesen zwischen Bildungs- und Beschäftigungssystem. In: Blankertz, Herwig/Derbolav, Josef/Kell, Adolf/Kutscha, Günter (Hrsg.): Sekundarstufe II - Jugendbildung zwischen Schule und Beruf. (Enzyklopädie Erziehungswissenschaft, Band 9.1). Stuttgart 1982, S. 289–320 (Klett).
- Berufsqualifizierung und Studienvorbereitung in der Kollegschule (Landesinstitut für Schule und Weiterbildung; Reihe: Curriculumentwicklung in Nordrhein-Westfalen). Soest 1989. (Soester Verlagskontor) (mit Karlheinz Fingerle, Günter Kutscha, Antonius Lipsmeier, Karlwilhelm Stratmann).
- Berufsbildungswissenschaftliche Reflexionen zur Bewältigung von Gestaltungsaufgaben in der Berufsbildungspraxis – Über Einheit und Differenzierungen in der Berufsbildung. (mit Ulrike Buchmann). In: bwp@ Berufs- und Wirtschaftspädagogik – online, Ausgabe 34, 1-22. 30. Juni 2018 (bwpat.de [PDF]).
- Berufsbildungswissenschaftliche Reflexionen zum Studium Generale und über Vernachlässigungen und Gestaltungsoptionen in der hochschulischen Berufsbildungspraxis. In: Van Buer, Jürgen (Hrsg.): Studium Generale zwischen wiederentdeckten Bildungsansprüchen und akademischer Verwahrlosung. Berlin 2019, S. 25-65 (mit Ulrike Buchmann).
- Integration von allgemeiner und beruflicher Bildung – Ziele und Reformversuche zwischen 1965 und 1982. In: Bildung und Erziehung 4/2020, S. 329–345.